# Cerodontha pathanapuramensis
Cerodontha pathanapuramensis är en tvåvingeart som beskrevs av Ipe 1971. Cerodontha pathanapuramensis ingår i släktet Cerodontha och familjen minerarflugor. Inga underarter finns listade i Catalogue of Life.